# Vladipteridae
Vladipteridae (лат.) — вымершее семейство двукрылых. Представители обнаружены в отложениях триасового периода в Средней Азии (Казахстан, Кыргызстан).

## Описание
Описаны по отпечаткам крыльев длиной около 4 мм. Короткая крыловая жилка R2 достигает края возле жилки R1. Жилка R4+5 короткая (или R4 происходит от основания R5), выпуклость R5 не продолжается назад. Вилка M довольно симметрична, на середине крыла или непосредственно перед ним. Разветвление М3+4 около m-cu. Жилка CuA дистально загнута назад. CuP не сильно дивергирует от CuA. 1А выпуклая и довольно длинная, слегка двусинусовидная, достигает края. 2А не короче одной пятой 1А.

## Систематика
Ископаемое семейство было впервые описано в 1995 году российским палеоэнтомологом Д. Е. Щербаковым (Палеонтологический институт имени А. А. Борисяка РАН, Москва), который выделил его в отдельное надсемейство Vladipteroidea и включил в состав инфраотряда Tipulomorpha. Отличается как от Trichoceroidea, так и от Tipuloidea свободной жилкой R2 и лучше развитой 2A. В 2003 году их ошибочно перенесли в Mecoptera, но в 2007 году снова вернули в Tipulomorpha (Blagoderov and Grimaldi, 2007), что подтверждено в 2011 году в обзоре общей классификации двукрылых насекомых.
- Род † Dilemmala Shcherbakov, 1995
  - † Dilemmala specula Shcherbakov, 1995 — Казахстан
- Род † Vladiptera Shcherbakov, 1995
  - † Vladiptera kovalevi Shcherbakov, 1995 — Кыргызстан

### Исключённые таксоны
Первоначально в состав семейства был включён ещё один род с двумя видами, хотя и тогда было отмечено их сходство с семейством Nadipteridae из инфраотряда Psychodomorpha. Они был выделены сначала в подсемейство Psychotipinae, а потом в 2003 году его ранг повышен до отдельного семейства Psychotipidae.
- Род † Psychotipa Shcherbakov, 1995
  - † Psychotipa depicta Shcherbakov, 1995 — Кыргызстан
  - † Psychotipa predicta Shcherbakov, 1995 — Кыргызстан